# چاکوالای سان‌استبان
چاکوالای سان‌استبان (نام علمی: Sauromalus varius) نام یک گونه از سرده چاکوالا است.